# Compagnia Volontari Dalmati "Nicolò Tommaseo"
La Compagnia Volontari Dalmati "Nicolò Tommaseo" era un'Unità delle Forze Armate Fiumane, ed era così costituita:
| Unità                                         | Reparti Dipendenti                                | Sede | Città    | Ufficiali | Note                                                                     |
| --------------------------------------------- | ------------------------------------------------- | ---- | -------- | --------- | ------------------------------------------------------------------------ |
| Compagnia Volontari Dalmati "Nicolò Tommaseo" |                                                   |      | Sebenico |           | Guardia Nazionale dal 12 novembre 1919 al 29 dicembre 1920               |
|                                               | Deposito Armi e Munizioni del "Circolo Italiano"  |      | Sebenico |           | Reparto della Guardia Nazionale dal 12 novembre 1919 al 29 dicembre 1920 |
|                                               | Deposito Armi e Munizioni della "Società Operaia" |      | Sebenico |           | Reparto della Guardia Nazionale dal 12 novembre 1919 al 29 dicembre 1920 |